# Église Saint-Martin de Gajac
Pour les articles homonymes, voir Église Saint-Martin.
L'église Saint-Martin de Gajac est une église catholique située à Gajac, en France.

## Localisation
L'église est située dans le département français de la Gironde, sur la commune de Gajac, au lieu-dit Le Bourg.

## Historique
Construit originellement au XIIe siècle, l'édifice est remanié au XVIe siècle avec l'ajout d'un bas-côté au nord ; il est inscrit au titre des monuments historiques par arrêté du 21 novembre 1925 en totalité.

## Notes et références

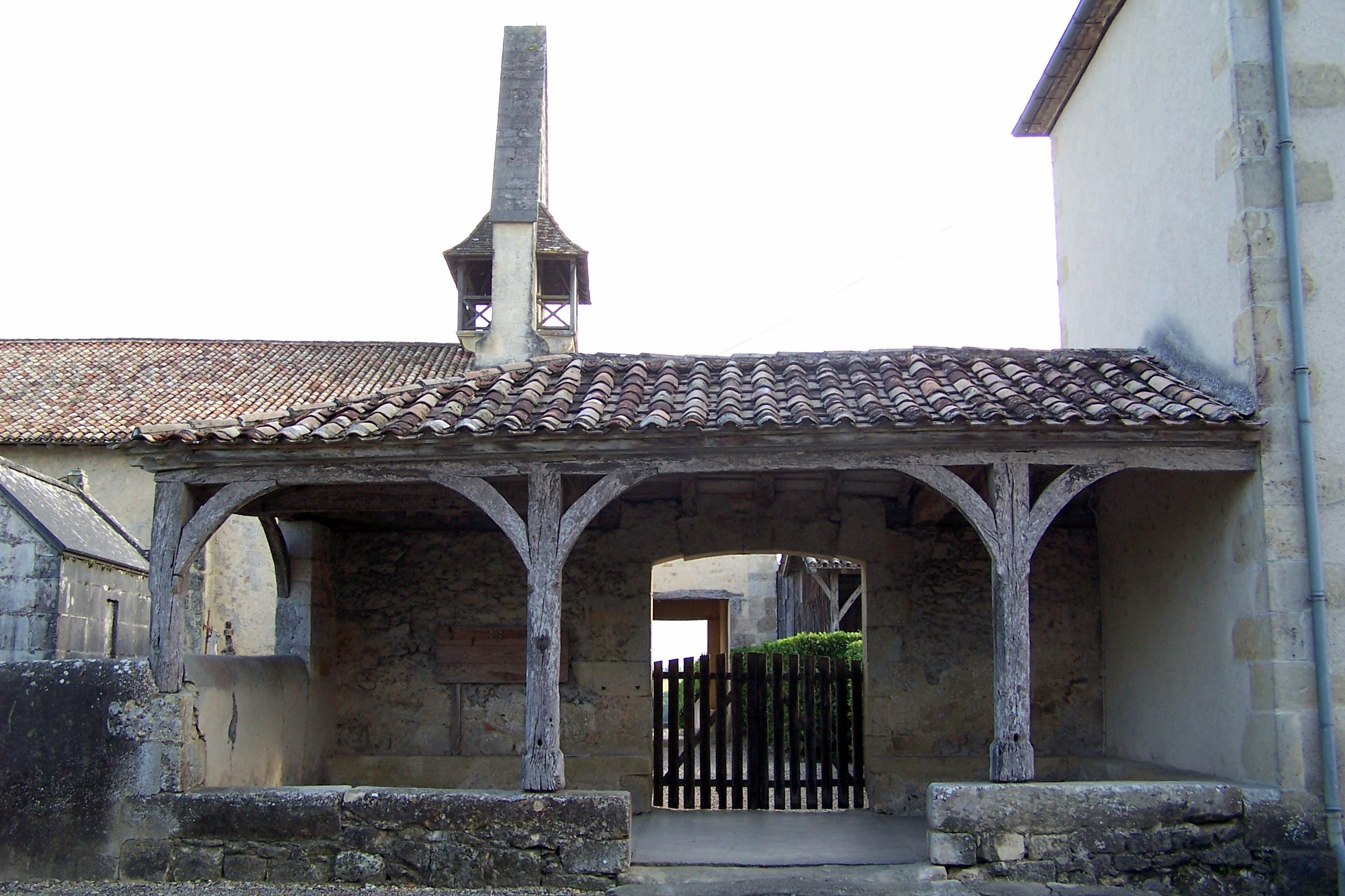
Le porche extérieur (sept. 2011)
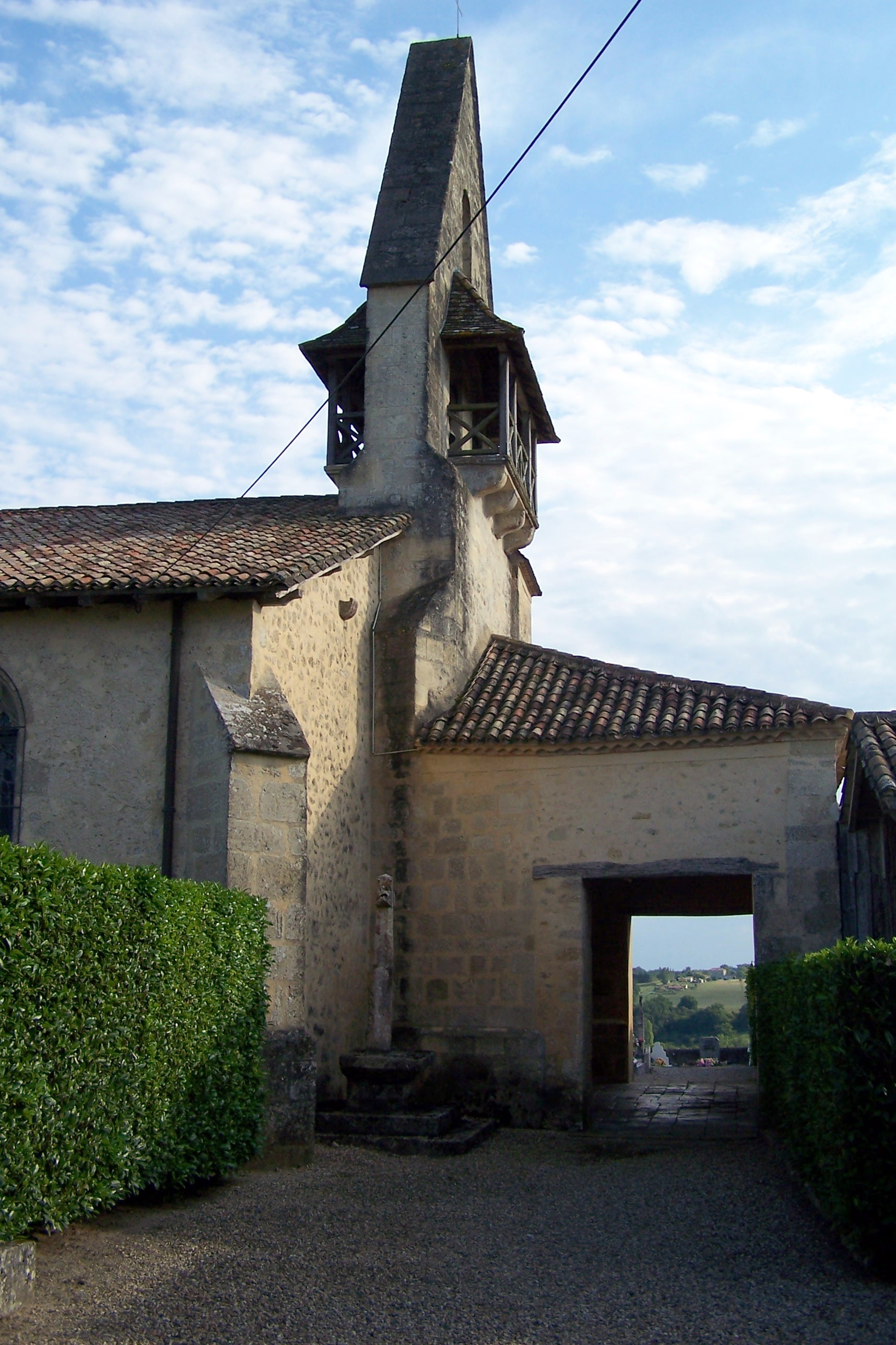
Porche attenant et clocher-pignon (sept. 2011)
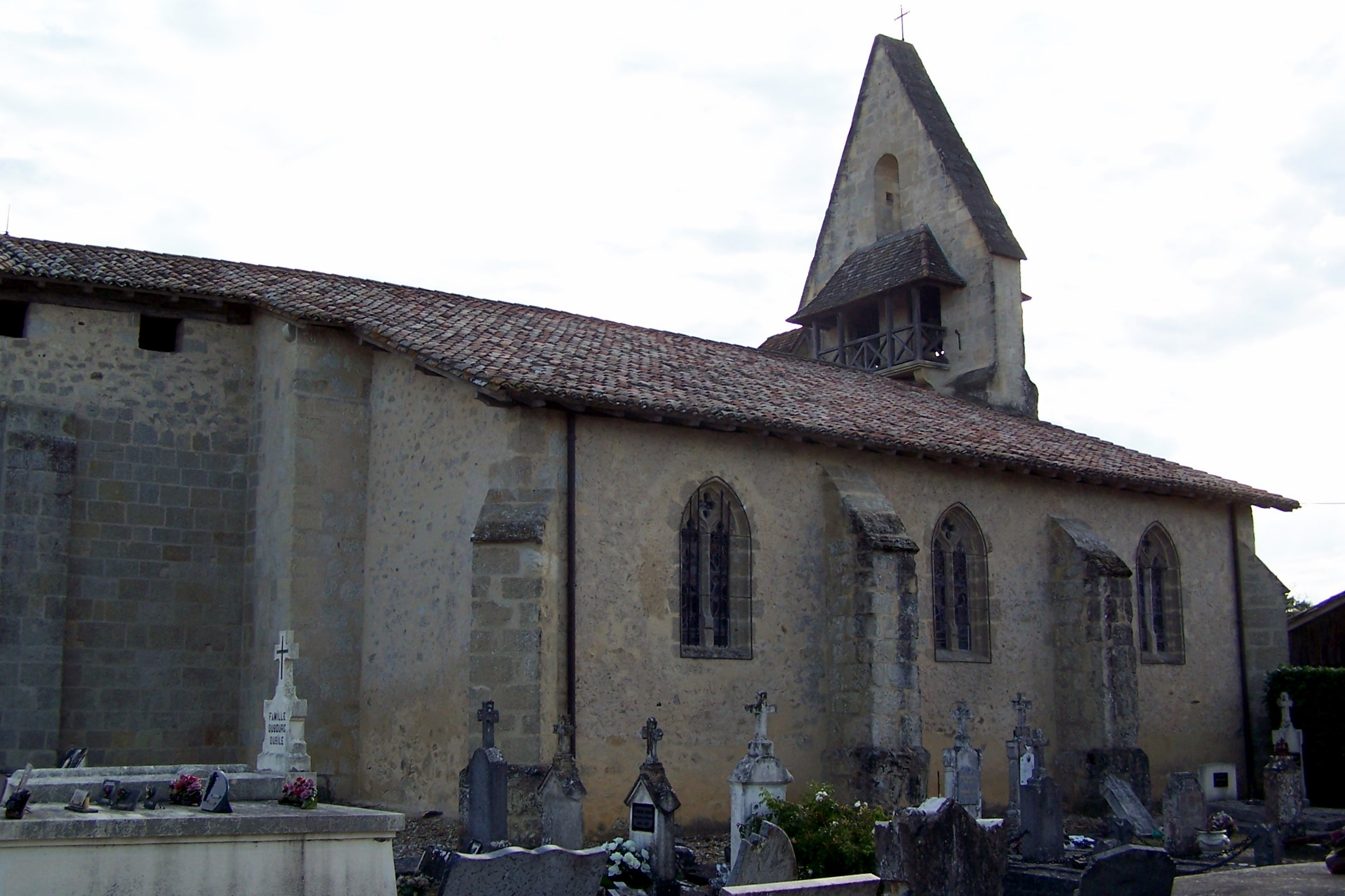
Vue nord-est (sept. 2011)